# Евгений Леонов
Евгений Павлович Леонов (на руски: Евгений Павлович Леонов) е руски и съветски актьор.
Роден е на 2 септември 1926 година в Москва в семейството на инженер. След като напуска училище, работи като шлосер и учи в техникум, през 1947 година завършва театрална школа и започва да играе в различни московски театри. Широка известност му донася ролята във филма „Необикновен рейс“ („Полосатый рейс“, 1961) и през следващите години се налага като един от водещите комедийни актьори в съветското кино с участие във филми, като „Тридесет и три“ („Тридцать три“, 1965), „Джентълмени с късмет“ („Джентльмены удачи“, 1971), „Кин-дза-дза!“ („Кин-дза-дза!“, 1986).
Евгений Леонов умира на 29 януари 1994 година в Москва.

## Избрана филмография
- „Повест за младоженците“ („Повесть о молодожёнах“, 1959)
- „Снежна приказка“ („Снежная сказка“, 1959)
- „Да нямаш 100 рубли...“ („Не имей 100 рублей...“, 1959)
- „Произведение на изкуството“ („Произведение искусства“, 1959)
- „Необикновен рейс“ („Полосатый рейс“, 1961)
- „Тридесет и три“ („Тридцать три“, 1965)
- „Първият куриер“ (1968)
- „Джентълмени с късмет“ („Джентльмены удачи“, 1971)
- „Афоня“ („Афоня“, 1975)
- „Обикновено чудо“ („Обыкновенное чудо“, 1978)
- „За кибрит“ („За спичками“, 1980)
- „Кин-дза-дза!“ („Кин-дза-дза!“, 1986)
- „Да убиеш дракон“ (Убить дракона, 1988)